# X-Mir Inspector
X-Mir Inspector, Inspector 1 — немецкий космический аппарат, предназначенный для внешнего инспектирования станции «Мир», был запущен в декабре 1997 года с борта транспортного грузового космического корабля (ТГК) «Прогресс М-36». Сразу после запуска у аппарата отказала система управления, хотя оптическая система продолжила работу и передавала изображения в центр управления.

## Устройство
Космический аппарат X-Mir Inspector — первая разработка в линейке аппаратов-инспекторов для обследования космических аппаратов, диагностирования неполадок и их устранения. Аппараты-инспекторы должны были оснащаться средствами визуального и аппаратного дистанционного контроля. Первый из планировавшихся аппаратов, Inspector-1, оснащался только цветной видеокамерой.
В разработке системы X-Mir Inspector принимали участие немецкая компания Daimler-Benz Aerospace AG (DASA) (располагавшаяся в Мюнхене) и РКК «Энергия» (Россия, Королёв). Немецкая сторона отвечала за разработку космического аппарата и станции управления, а российская — за транспортно-пусковой контейнер.
Конструктивно аппарат представлял собой шестиугольную алюминиевую призму диаметром 0,56 м и высотой 0,9 м. Масса аппарата составляла 72 кг. Электропитание обеспечивалось тремя солнечными батареями площадью 0,7 м², размещёнными на гранях призмы. Батареи состояли из 660 элементов и вырабатывали 50 Вт. В качестве энерго-накопителей использовались 12 NiCd аккумуляторов. Весь корпус, свободный от солнечных батарей, был покрыт экранно-вакуумной термоизоляцией. Радиаторы системы терморегуляции располагались в районе камер. Корпус КА был изготовлен на НПО им. Лавочкина.
Измерительная система Inspector 1 основывалась на трёх волоконно-оптических гироскопах с уходом не более 3° в час. Для управления ориентацией использовались три маховика и пара магнитных катушек. Блок гироскопов и маховиков был создан в Берлинском техническом университете с учётом опыта создания космических аппаратов TUBSAT. Для перемещения спутника использовались два газовых сопла с тягой 40 мН, в которые подавался сжатый азот. Азот хранился в титановом баке диаметром 342 мм под давлением 33 атм. Запас газа обеспечивал суммарный набор скорости 6 м/с. Для передачи телеметрии и видеоизображения использовались две радиолинии на частотах 143,6 МГц и 2 ГГц. Для обработки данных использовалась система на основе 8086-совместимого процессора V25 и ПЗУ и ОЗУ на 128 кб. Две камеры формировали оптическую систему инспектора. Основная ПЗС-камера имела фокусное расстояние 10—100 мм с полем зрения 3,5°—33°. Эта камера должна была снимать инспектируемый объект: сначала «Прогресс», а затем станцию «Мир». Звёздная камера (фокусное расстояние 25 мм, угол обзора 15°—20°) обеспечивала ориентацию КА по звёздам.
Запуск X-Mir Inspector производился из транспортно-пускового контейнера (793 мм × 1450 мм, 70 кг), который устанавливался на «Прогресс М-36». Для запуска спутника требовалось около получаса.
На борту базового блока станции «Мир» была установлена станция управления MCS. С её помощью экипаж станции должен был управлять спутником-инспектором в телеоператорском режиме, а также получать и записывать изображение. Станция MCS основывалась на компьютере с процессором 80486DX, ОЗУ 4МБ, ПЗУ 250 МБ и экраном с диагональю 264 мм.
Стоимость аппарата X-Mir Inspector составила 15 млн немецких марок.

## Запуск на орбиту и функционирование
Запуск космического аппарата X-Mir Inspector был произведён с борта транспортного грузового космического корабля «Прогресс М-36». 17 декабря 1997 года в 09:01:53 ДМВ «Прогресс М-36» отстыковался от станции «Мир» (модуль «Квант») и после двух манёвров вышел на орбиту, безопасную для станции. В 09:59 началась процедура выхода спутника-инспектора из транспортного контейнера. В 10:37 (с задержкой на две минуты от расчётного времени) немецкий аппарат был выведен в свободный полёт.
По плану Inspector 1 должен был в течение 50 мин, выполнив четыре манёвра, выйти на эллипс безопасности вокруг транспортного корабля и с 11:35 до 13:50 провести инспекцию «Прогресса» с расстояния 50-100 метров. После этого в 15:11:30 ТГК должен был удалиться от станции «Мир». Сам спутник-инспектор в 17:30 должен был двумя манёврами приблизиться к станции. 18 декабря после четырёх дополнительных манёвров аппарат должен был совершить от 3 до 10 оборотов вокруг орбитального комплекса на расстоянии 80-100 метров и произвести съёмку станции. Вся программа эксперимента была рассчитана на 29 часов, а после этого X-Mir Inspector должен был уйти на орбиту, безопасную для «Мира». Управлять движением спутника вокруг орбитальной станции должны были космонавты Анатолий Соловьёв и Павел Виноградов.
Но программа оказалась не выполненной. Оператор миссии Анатолий Соловьёв доложил о неисправности системы ориентации аппарата-инспектора. Оказалось, что вышел из строя звёздный датчик. Разработчики спутника пытались внести изменение в программное обеспечение, но ничего не получилось. В это время X-Mir Inspector стал медленно приближаться к «Прогрессу» и Центр управления полётами принял решение прервать миссию.
Д. Вильде (нем. Detlef Wilde), руководитель проекта со стороны DASA, сообщил, что спутник исправен и передаёт изображение на Землю. Он высказал предположение, что проблемы возникли в пульте управления на борту станции. На следующий день немецкие специалисты предположили, что, возможно, неисправность связана с неправильными действиями со стороны космонавтов. В тот же день экипаж станции предоставил записи подготовки и запуска инспектора, подтверждавшие выполнение всех проверок и процедур.
Кирстен Леон, руководитель пресс-службы НАСА, сообщила, что X-Mir Inspector успешно передаёт данные на Землю. Планировалось, что аппарат будет работать около девяти месяцев. Космический аппарат получил международный регистрационный номер 1997-058D и номер 25100 в каталоге космического командования США.
Несмотря на потерю возможности маневрирования, спутник передавал данные и Павел Виноградов 18 и 19 декабря работал на пульте управления MCS со спутником-инспектором.
Космический аппарат X-Mir Inspector сгорел в атмосфере Земли 1 ноября 1999 года
Участвовавший в проекте первый немецкий космонавт Зигмунд Йен так оценил результат миссии:
|  | Это не было фиаско. Эксперимент удался не на сто процентов. |